# 눌굽지신
눌굽지신 또는 낟가리신은 한국 신화에 나오는 낟굽의 신이자 곡식의 신이다. 그는 한국 신화의 가신인 가신 중 가장 약한 존재로 여겨진다. 따라서 눌굽지신을 모시는 굿도 본풀이도 없다.

## 의식
눌굽지신 제사는 짧았다. 무당들이 모든 가신에게 기도하는 각도비염 제사에서 무당들은 음식을 항아리에 담고 눌굽으로 갔다. 무당은 눌굽지신에게 오곡 풍년을 기원하고 가족을 재앙이나 귀신으로부터 보호해 달라고 빌었다. 무당은 자신이 가져온 음식을 숟가락으로 눌굽 위에 올려놓았다.
가신의 최약자로 여겨졌기 때문에 눌굽지신을 모시는 제사는 각도비염의 마지막 제사였으며, 눌굽지신에 대한 신화나 설화는 없다.